# Talne (huyện)
Huyện Talne (tiếng Ukraina: Тальнівський район, chuyển tự: Talnes’kyi raion) là một huyện của tỉnh Cherkasy thuộc Ukraina. Huyện Talne có diện tích 917 km², dân số theo điều tra dân số ngày 5 tháng 12 năm 2001 là 43581 người với mật độ 48 người/km2. Trung tâm huyện nằm ở Talne.